# Sasha Mitchell
Sasha Sergei Mitchell (Los Ángeles, California, 27 de julio de 1967) es un actor estadounidense.
Mitchell es cinturón negro de taekwondo y fue campeón amateur de kickboxing. También ha trabajado como modelo. Mitchell es judío de origen ruso.

## Vida personal
Mitchell nació el 27 de julio de 1967 en Los Ángeles, California, hijo de un fabricante de prendas de vestir. Mitchell es judío, de origen ruso. En 1990, se casó con Jeannette Robbins. Los dos tuvieron cuatro hijos juntos antes de divorciarse en 1997.
Durante el matrimonio de Mitchell con Robbins, la policía fue llamada a la casa de la pareja para investigar los informes de abuso doméstico. En 1996, Mitchell fue declarado culpable de un delito menor de agresión, abuso conyugal y poner en peligro a un niño a raíz de un altercado con su esposa. Se le dieron tres años de libertad condicional y se le ordenó realizar servicio comunitario y asistir a clases de asesoramiento para abusadores conyugales. Después de violar su libertad condicional, fue sentenciado a 30 días de cárcel. En 2002, Mitchell habló del incidente en Entertainment Tonight, afirmando que estaba protegiendo a sus hijos de su exesposa, que era adicta a las drogas en el momento de los arrestos. Mitchell terminó obteniendo la custodia de sus cuatro hijos, y su exesposa recibió visitas limitadas.
En diciembre de 2010, Mitchell se casó con su segunda esposa, Rachel, también conocida como Sharmaine Rayner. En la primavera de 2015, solicitó el divorcio.

## Carrera
Empezó a trabajar primeramente en el cine donde se realiza un rodaje entre 1990 y 1993, quien remplaza al actor belga Jean Claude Van Damme en el siguiente episodio de la película Kickboxer, convirtiéndose en un actor del cine de artes marciales conocido por su actuación así como sus técnicas de combate.[cita requerida] Interpretando a David Sloan, protagonizó la segunda, tercera y cuarta entrega de dicha saga.
En los años 1980 fue parte del elenco de la serie de televisión Dallas. En los años 1990 trabajó en la comedia llamada Step by Step, junto con Patrick Duffy, con quien también fue parte del elenco de Dallas.
A principios de la década de 2000, Mitchell actuó en varias películas e hizo apariciones especiales en JAG, NYPD Blue y ER.

## Filmografía
| Película | Película                                      | Película     | Película   |
| Año      | Título                                        | Rol          | Notas      |
| -------- | --------------------------------------------- | ------------ | ---------- |
| 1987     | Death Before Dishonor                         | Ruggieri     |            |
| 1988     | Spike of Bensonhurst                          | Spike Fumo   |            |
| 1991     | Kickboxer 2 The Road Back                     | David Sloane |            |
| 1992     | Kickboxer 3 The Art of War                    | David Sloane |            |
| 1994     | Kickboxer 4 The Aggressor                     | David Sloane |            |
| 1994     | Clase de 1999 Parte 2                         | John Bolen   |            |
| 2000     | Luck of the Draw                              | Buddy        |            |
| 2001     | Gangland                                      | Derek        |            |
| 2003     | The Failures                                  | Reflexor     |            |
| 2003     | Dickie Roberts: Former Child Star             | Angry Driver |            |
| 2004     | Slammed                                       | "Slammer"    |            |
| 2010     | Abelar: Tales of an Ancient Empire            | Rodrigo      |            |
| 2012     | Tales of an Ancient Empire: Behind the Scenes | Él mismo     | Documental |
| 2015     | EP/Executive Protection                       | Issac        |            |
| 2016     | I Love You Both                               | Ted          |            |
| 2016     | Smoke Filled Lungs                            | Peter        |            |
| 2016     | Assassin X                                    | "Blade"      |            |
| 2018     | Father and Father                             | "Big Baldy"  | Corto      |
| 2019     | Drunk Parents                                 | Shope        |            |
| ?        | Anadellia Rises                               |              | Completado |

| Televisión | Televisión                               | Televisión              | Televisión                                                                                     |
| Año        | Título                                   | Rol                     | Notas                                                                                          |
| ---------- | ---------------------------------------- | ----------------------- | ---------------------------------------------------------------------------------------------- |
| 1986       | Pleasures                                | Antonio                 | Película de TV                                                                                 |
| 1986       | St. Elsewhere                            | "Southie"               | Estación 5 episodio 4: "Brand New Bag"                                                         |
| 1987       | Rags to Riches                           | The Duke                | 2 episodios Imágenes de archivo - 1 episodio                                                   |
| 1987       | Not Quite Human                          | Bryan Skelly            | Película de TV                                                                                 |
| 1989       | Guillermo Tell                           | Gessler's Brother / Boy | También conocida como Ballesta en el Reino Unido y Las aventuras de Guillermo Tell 2 episodios |
| 1989       | The Flamingo Kid                         | Jeffery Willis          | Corto de TV                                                                                    |
| 1989       | Parent Trap: Hawaiian Honeymoon          | Jack                    | Película de TV                                                                                 |
| 1989-1991  | Dallas                                   | James Beaumont          | 45 episodios Solo créditos: 5 episodios                                                        |
| 1991-1998  | Step by Step                             | Cody Lambert            | 118 episodios                                                                                  |
| 1992-1994  | ABC TGIF                                 | Cody Lambert            | 3 episodios                                                                                    |
| 1993       | Circus of the Stars Gives Kids the World | Himself                 | Documental                                                                                     |
| 1994       | ABC Sneak Peek with Step by Step         | Cody Lambert            | Película de TV                                                                                 |
| 1998       | Love Boat: The Next Wave                 | Ron                     | Estación 1 episodio 5: "True Course"                                                           |
| 2000       | This Is How the World Ends               | Cop                     | Película de TV                                                                                 |
| 2002       | JAG                                      | Commander Curry         | Estación 7 episodio 19: "First Casualty"                                                       |
| 2003       | L.A. Confidential                        |                         | Película de TV                                                                                 |
| 2004–2005  | ER                                       | Bartender / Patrick     | 4 episodios                                                                                    |
| 2005       | NYPD Blue                                | Darian Lasalle          | Estación 12 episodio 13: "Stoli with a Twist"                                                  |
| 2015       | Frontlines                               | Captain Samuels         | Corto de TV                                                                                    |